# Neoitamus setifemur
Neoitamus setifemur är en tvåvingeart som beskrevs av Pavel Lehr 1966. Neoitamus setifemur ingår i släktet Neoitamus och familjen rovflugor. Inga underarter finns listade i Catalogue of Life.